# Cercle pongiste auscitain
 (août 2023).
Si vous disposez d'ouvrages ou d'articles de référence ou si vous connaissez des sites web de qualité traitant du thème abordé ici, merci de compléter l'article en donnant les références utiles à sa vérifiabilité et en les liant à la section « Notes et références ».
Le Cercle pongiste auscitain ou CP Auch est un club français de tennis de table basé à Auch, dans le département du Gers.

## Historique
Le club a été créé en 1947, rattaché alors à la ligue Côte Basque. Les équipes masculines puis féminines accèdent aux divisions nationales du championnat de France par équipes respectivement en 1968 et 1972. En 2009, l'équipe masculine remporte le championnat de France de Nationale 1 et accède ainsi à la Pro B.
Le CP Auch participe aux premières épreuves officielles en 1957. La salle d'entraînement est alors située au café Le Daroles. Dès l'année suivante, c'est au gymnase de la rue Barbanègre que le club déménage. Il partage alors la salle avec la gymnastique (Germain D'Halluin) et l'escrime (M. Bouzou) ; il y restera jusqu'en 1977. Durant plus de quarante ans, le club occupe la salle du Camping comme lieu d'entraînement, la plupart des compétitions se déroulant au gymnase de la Réthourie. Depuis 2021, le club occupe le complexe sportif Ernest Vila et sa salle François Turchetti.
Le premier titre régional est décroché en benjamins, par un certain Michel Gadal, en 1963. Il connaîtra par la suite une brillante carrière d'entraîneur qui le mènera jusqu'au poste de Directeur Technique National de la FFTT, de 2001 à 2012.
La même année, Alain Delahaye et Jean Claude Turchetti échouent en 1/2 finale de la coupe de France Cadets.
C'est à partir de 1971 que le CP Auch, sous la houlette de François Turchetti, va commencer à organiser de grandes compétitions nationales avec les Interligues minimes et cadets au Gymnase Mathalin.
Il y aura par la suite la finale nationale du premier pas pongiste en 1980, le stage préparatoire de l'équipe de France pour les JO de Barcelone en 1991, les championnats de France Vétérans en 2000, le critérium fédéral en 2002 et en décembre 2013.
Deux rencontres internationales ont marqué la vie du club avec France-Russie en 1979 et France-Hongrie en 2011 
Équipe pro masculine 2011-2012 :
- Loic Bobillier  (N°49)
- Peter Musko  (N°63)
- Sébastien Cailleau  (N°121)
- Ji Peng Xu  (N°138)

## Bilan par saison
| Saison    | Championnat | Cl. | Pts | J  | V | N | D  | Pp | Pc | Diff |
| --------- | ----------- | --- | --- | -- | - | - | -- | -- | -- | ---- |
| 2011-2012 | Pro B       | 10e | 25  | 18 | 1 | 5 | 12 | 28 | 64 | -36  |
| 2010-2011 | Pro B       | 8e  | 24  | 16 | 2 | 4 | 10 | 31 | 55 | -24  |
| 2009-2010 | Pro B       | 7e  | 35  | 18 | 5 | 7 | 6  | 49 | 52 | -3   |